# ヴィトール・ウーゴ・ホッキ・フェヘイラ
- ヴィトール・ロッキ
- ヴィトール・ロキ
- ヴィトール・ロケ

ヴィトール・ウーゴ・ホッキ・フェヘイラ（ポルトガル語: Vitor Hugo Roque Ferreira, 2005年2月28日 - ）は、ブラジル・ミナスジェライス州ティモテオ出身のサッカー選手。カンピオナート・ブラジレイロ・SEパルメイラス所属。ポジションはFW。

## 経歴

### クラブ
アメリカFCのユース出身。2019年3月、クルゼイロECユースに移籍した。2021年5月25日、プロ契約を結んだ。
2022年4月13日、アトレチコ・パラナエンセへ完全移籍。5年契約を結んだ。2022年シーズンは、カンピオナート・ブラジレイロ・セリエAで29試合5ゴールを挙げる活躍を見せた。
2023年7月13日、FCバルセロナへの完全移籍を発表した。加入時期は双方の要望により2024年1月になった。背番号はかつてリオネル・メッシも着用した19番。契約期間は7年間で契約解除金は771億円となる。2024年1月31日、CAオサスナ戦で移籍後初ゴールを挙げて勝利に貢献した。2月3日、デポルティーボ・アラベス戦で2試合連続となるゴールを挙げたが、2枚のイエローカードを提示されて退場処分を受けた。バルセロナへ加入後、公式戦16試合に出場して2ゴールを挙げたものの、先発出場は2試合のみと監督のシャビ・エルナンデスの信頼を掴み切れないまま2023-24シーズンを終えた。
2024年8月26日、レアル・ベティスに買取オプション付きのレンタルで移籍した。
2025年2月28日、レアル・ベティスはレンタル移籍契約を早期終了させることを発表。同日SEパルメイラスがバルセロナからホッキを完全移籍で獲得したことを発表した。契約期間は2029年12月までとなる。

### 代表
2023年3月、モロッコ代表との親善試合でA代表初出場。

## 個人成績

### クラブ
2024年1月1日現在
| クラブ                   | シーズン     | リーグ戦       | リーグ戦 | リーグ戦 | 州選手権 | 州選手権 | 国内カップ | 国内カップ | 国際大会 | 国際大会 | その他 | その他 | 合計 | 合計 |
| クラブ                   | シーズン     | ディヴィジョン | 出場     | 得点     | 出場     | 得点     | 出場       | 得点       | 出場     | 得点     | 出場   | 得点   | 出場 | 得点 |
| ------------------------ | ------------ | -------------- | -------- | -------- | -------- | -------- | ---------- | ---------- | -------- | -------- | ------ | ------ | ---- | ---- |
| クルゼイロ               | 2021         | セリエB        | 5        | 0        | -        | -        | -          | -          | -        | -        | -      | -      | 5    | 0    |
| クルゼイロ               | 2022         | セリエB        | 1        | 0        | 8        | 3        | 2          | 3          | -        | -        | -      | -      | 11   | 6    |
| クルゼイロ               | 通算         | 通算           | 6        | 0        | 8        | 3        | 2          | 3          | -        | -        | -      | -      | 16   | 6    |
| アトレチコ・パラナエンセ | 2022         | セリエA        | 29       | 5        | -        | -        | -          | -          | 7        | 2        | -      | -      | 36   | 7    |
| アトレチコ・パラナエンセ | 2023         | セリエA        | 25       | 12       | 6        | 4        | 6          | 1          | 8        | 4        | -      | -      | 45   | 21   |
| アトレチコ・パラナエンセ | 通算         | 通算           | 54       | 17       | 6        | 4        | 6          | 1          | 15       | 6        | -      | -      | 81   | 28   |
| キャリア通算             | キャリア通算 | キャリア通算   | 60       | 17       | 14       | 7        | 8          | 4          | 15       | 6        | 0      | 0      | 107  | 34   |